# 1. Armee (Rote Armee)
Die 1. Armee (russisch 1-я армия) der Sowjetunion (auch 1. Rotbannerarmee oder 1. Rotbanner-Armee) war ein Großverband der Roten Armee Sie wurde 1938 aufgestellt und 1959 aufgelöst.

## Geschichte
Die sowjetische 1. Armee wurde im Juli 1938 unter dem Namen 1. Küstenarmee als Teil der Fernostfront aufgestellt. Die 1. Armee wurde aus dem Kommando der bisherigen Gruppe Primorje gebildet und war für die Region Ussuri mit dem Hauptquartier in Ussurijsk verantwortlich. Große Teile der Armee waren an der Schlacht am Chassansee beteiligt. Am 4. September 1938 wurde die Armee in 1. Rotbannerarmee umbenannt und erhielt die Kontrolle in den Regionen Ussurijsk, Chabarowsk und Primorje. Die Armee war direkt dem Volksverteidigungs-Kommissariat unterstellt und kontrollierte operativ auch die Pazifikflotte.
- Die 1. Rotbannerarmee umfasste im September 1938 die 21., 22., 26., 32., 39., 40., 59., 66., 92. und 105. Schützen-Division sowie die 8., 22. und 31. Kavallerie-Division.

Teile der 1. Rotbannerarmee waren Mitte 1939 an der Schlacht am Chalchin Gol beteiligt.
Während des Zweiten Weltkrieges sicherte die 1. Rotbannerarmee an der fernöstlichen Grenzen der UdSSR um eine drohende japanische Invasion aus der Mandschurei abzuwehren.
Im Rahmen der 1. Fernostfront (Marschall K. A. Merezkow) beteiligte sich die Armee ab 9. August 1945 an der Operation Auguststurm.
Gliederung im August 1945
- 26. Schützenkorps (Generalmajor A. W. Skwortzow) mit 22., 59. und 300. Schützendivision
- 59. Schützenkorps (Generalmajor W. A. Semenow, ab 10. August Generalleutnant G. I. Chetagurow) mit 39., 231. und 365. Schützendivision
- 75., 77. und 257. Panzerbrigade

Die Truppen der 1. Rotbannerarmee nahmen an der Eroberung der Städte Mishan, Mudanjiang und Charbin teil und entwaffneten nach der Übergabe der Kwantung-Armee die letzten noch kampffähigen japanischen Einheiten.
Im September 1945 wurde die 1. Armee dem neu gebildeten Militärbezirks Transbaikal-Amur zugeteilt, das Hauptquartier wurde dafür nach Blagoweschtschensk verlegt, wo sie Truppen der aufgelösten 15. Armee und der 2. Rotbanner-Armee aufnahm.

## Führung
Befehlshaber
- Kusma Petrowitsch Podlas (Juli 1938 – Dezember 1938)
- Markian Michailowitsch Popow (Juli 1939 – Januar 1941)
- Andrei Iwanowitsch Jerjomenko (Januar 1941 – Juni 1941)
- Wassili Petrowitsch Wassiljew (Juni 1941 – Oktober 1942)
- Michail Sergejewitsch Sawwuschkin (Oktober 1942 – Juni 1945)
- Afanassi Pawlantjewitsch Beloborodow (August 1945 – unbekannt)

Stabschefs
- Generalmajor Georgi Akimowitsch Shelachow (31. Juli 1939 – 27. Juli 1943)
- Oberst/Generalmajor Jewgeni Jakowljewitsch Justernak (9. Dezember 1943 – 28. Juni 1945)
- Generalmajor Fedor Fedorowitsch Maslennikow (28. Juni – 15. November 1945)